# TV4 (przedsiębiorstwo)
TV4 AB (wcześniej znana jako Nordisk Television AB i TV4-Gruppen) – szwedzkie przedsiębiorstwo medialne, należące do Telia Company, będące właścicielem największego kanału komercyjnego w tym kraju – TV4.
Od 2007 r. przedsiębiorstwo jest częścią Grupy Bonnier. Spółka była notowana na Sztokholmskiej Giełdzie Papierów Wartościowych, ale po przejęciu przez Grupę Bonniera została z niej usunięta.